# Rhipidia (Rhipidia) tripectinata
Rhipidia (Rhipidia) tripectinata is een tweevleugelige uit de familie steltmuggen (Limoniidae). De soort komt voor in het Neotropisch gebied.